# Carmen Bunaciu
Carmen Bunaciu (Sibiu, 15 settembre 1961) è un'ex nuotatrice rumena, ricordata come la prima persona rumena ad ottenere una medaglia mondiale nel nuoto.

## Carriera
Nata in Transilvania, cominciò a nuotare nel 1968 con il CSȘ Sibiu per poi trasferirsi a Bucarest nel 1974, dove fu tesserata con la Dinamo Bucureşti.
Nel corso della sua carriera, Carmen Bunaciu conquistò settanta titoli nazionali e stabilì trentanove record nazionali; vincendo la medaglia di bronzo ai mondiali del 1982 fu la prima nuotatrice rumena a salire su un podio iridato. Per questi motivi, viene considerata l'apripista internazionale del nuoto rumeno, avendo preceduto l'affermazione di altri connazionali negli anni a seguire.
All'inizio degli anni ottanta ricevette la proposta di nuotare per l'Università di Auburn, ma rifiutò l'offerta per non lasciare la Romania.
Agli europei di nuoto vinse tre bronzi sulle distanze dei 100m e 200m dorso, nelle edizioni del 1977, 1981 e 1983.
Andò a medaglia in quattro edizioni consecutive delle Universiadi dal 1979 al 1985, raccogliendo un totale di cinque ori, tre argenti e due bronzi.
Carmen Bunaciu prese parte a due Olimpiadi, quelle di Mosca 1980 e quelle di Los Angeles 1984. Nelle prime ottenne due quarti posti nei 100 e 200 m dorso e un settimo posto in staffetta 4x100 misti. Nella seconda occasione, data come favorita alla vigilia sia per la gara dei 100 m dorso che per quella dei 200 m dorso, raccolse rispettivamente un quarto e un settimo posto.
Dopo il ritiro si dedicò all'attività di allenatrice e fu per oltre quindici anni commentatrice tecnica di nuoto per Eurosport.

## Palmarès
- Mondiali di nuoto

Guayaquil 1982: bronzo nei 200 m dorso.
- Europei di nuoto

Jönköping 1977: bronzo nei 200 m dorso.
Spalato 1981: bronzo nei 100 m dorso.
Roma 1983: bronzo nei 100 m dorso.
- Universiadi

Città del Messico 1979: oro nei 100 m dorso e nei 200 m dorso.
Bucarest 1981: oro nei 100 m dorso e nei 200 m dorso, argento nella staffetta 4×100 m misti, bronzo nei 100 m farfalla.
Edmonton 1983: argento nei 100 m dorso e nei 200 m dorso.
Kōbe 1985: oro nei 100 m dorso, bronzo nei 200 m dorso.